# Liste der Kulturdenkmale in Schenkenberg (Delitzsch)
In der Liste der Kulturdenkmale in Schenkenberg sind die Kulturdenkmale des Delitzscher Ortsteils Schenkenberg verzeichnet, die bis April 2020 vom Landesamt für Denkmalpflege Sachsen erfasst wurden (ohne archäologische Kulturdenkmale). Die Anmerkungen sind zu beachten.
Diese Aufzählung ist eine Teilmenge der Liste der Kulturdenkmale in Delitzsch.

## Schenkenberg
| Bild                                    | Bezeichnung | Lage                         | Datierung                                 | Beschreibung | ID       |
| --------------------------------------- | --- | ---------------------------- | ----------------------------------------- | --- | -------- |
|                                         | Mühlengebäude, mit Resten des ehemaligen Mühlgrabens                                                                               | Delitzscher Straße 3 (Karte) | 1771                                      | Kulturgeschichtlich bedeutsam, straßenbildprägender Fachwerkbau mit Segmentbogenportal, baugeschichtlich, ortsgeschichtlich und wirtschaftsgeschichtlich von Bedeutung. Zwei Geschosse, Fachwerkbau, Sichtfachwerk, Mansardwalmdach, neue Fenster, hölzerner Fenstersturz, Mühleneinrichtung nicht mehr vorhanden. | 08971836 |
| Weitere Bilder                          | Ehemaliges Herrenhaus des Rittergutes                                                                                              | Lindenallee 3 (Karte)        | 1561 (Dendro)                             | Baukörper mit barockem Dachreiter, Putzfassade mit Doppelgiebel zur Parkseite, ortshistorisch und kulturgeschichtlich bedeutend. Dreigeschossig mit Hochkeller, teilweise Fenster aus dem 19. Jahrhundert, Baukörper mit barockem Turmaufsatz, im 20. Jahrhundert stark verändert.                                 | 08971903 |
| Weitere Bilder                          | Drei Schulgebäude | Rödgener Straße 4 (Karte)    | 1. Hälfte 18. Jahrhundert; 1899; 1955     | Gebäudeensemble in Form eines Dreiseithofes, bestehend aus einem Lehmhaus, einem Putzbau und einem Klinkerbau, über Jahrhunderte gewachsener Schulstandort mit bau-, sozial- und ortsgeschichtlicher Bedeutung | 09307035 |
| Weitere Bilder                          | Kirche (mit Ausstattung), Kirchhofsmauer mit Torbogen sowie mehrere Grabmale und Denkmal für die Gefallenen des Ersten Weltkrieges | Vierzehner Reihe 2 (Karte)   | 1746 (Kirche); nach 1918 (Kriegerdenkmal) | Barocke Saalkirche mit Westturm, baugeschichtlich, ortsgeschichtlich und ortsbildprägend von Bedeutung. Originales Tor des Torbogens, barocke Grabplatte, Pastorengrabsteine aus Sandstein (17./18./19. Jahrhundert).                                                                                              | 08971835 |
| Direkt Bild zu diesem Denkmal hochladen | Wohnhaus | Vierzehner Reihe 24 (Karte)  | Um 1900                                   | Schlichte Klinkerfassade mit Dekorplatten, baugeschichtliche Bedeutung. Zwei Geschosse, vier Achsen, Natursteinsockel, schöne gründerzeitliche Haustür mit Oberlicht und Klinke. | 08971939 |

## Tabellenlegende
- Bild: Bild des Kulturdenkmals, ggf. zusätzlich mit einem Link zu weiteren Fotos des Kulturdenkmals im Medienarchiv Wikimedia Commons. Wenn man auf das Kamerasymbol klickt, können Fotos zu Kulturdenkmalen aus dieser Liste hochgeladen werden:
- Bezeichnung: Denkmalgeschützte Objekte und ggf. Bauwerksname des Kulturdenkmals
- Lage: Straßenname und Hausnummer oder Flurstücknummer des Kulturdenkmals. Die Grundsortierung der Liste erfolgt nach dieser Adresse. Der Link (Karte) führt zu verschiedenen Kartendiensten mit der Position des Kulturdenkmals. Fehlt dieser Link, wurden die Koordinaten noch nicht eingetragen. Sind diese bekannt, können sie über ein Tool mit einer Kartenansicht einfach nachgetragen werden. In dieser Kartenansicht sind Kulturdenkmale ohne Koordinaten mit einem roten bzw. orangen Marker dargestellt und können durch Verschieben auf die richtige Position in der Karte mit Koordinaten versehen werden. Kulturdenkmale ohne Bild sind an einem blauen bzw. roten Marker erkennbar.
- Datierung: Baubeginn, Fertigstellung, Datum der Erstnennung oder grobe zeitliche Einordnung entsprechend des Eintrags in der sächsischen Denkmaldatenbank
- Beschreibung: Kurzcharakteristik des Kulturdenkmals entsprechend des Eintrags in der sächsischen Denkmaldatenbank, ggf. ergänzt durch die dort nur selten veröffentlichten Erfassungstexte oder zusätzliche Informationen
- ID: Vom Landesamt für Denkmalpflege Sachsen vergebene, das Kulturdenkmal eindeutig identifizierende Objekt-Nummer. Der Link führt zum PDF-Denkmaldokument des Landesamtes für Denkmalpflege Sachsen. Bei ehemaligen Kulturdenkmalen können die Objektnummern unbekannt sein und deshalb fehlen bzw. die Links von aus der Datenbank entfernten Objektnummern ins Leere führen. Ein ggf. vorhandenes Icon  führt zu den Angaben des Kulturdenkmals bei Wikidata.